# Intersport Heilbronn Open 2000
L'Intersport Heilbronn Open 2000 è stato un torneo di tennis facente parte della categoria ATP Challenger Series nell'ambito dell'ATP Challenger Series 2000. Il montepremi del torneo era di $100.000 ed esso si è svolto nella settimana tra il 24 gennaio e il 30 gennaio 2000 su campi in sintetico. Il torneo si è giocato nella città di Heilbronn in Germania.

## Vincitori

### Singolare
Magnus Larsson ha sconfitto in finale  Stéphane Huet con il punteggio di 6–3, 7–6(1)

### Doppio
Jan Siemerink /  John van Lottum hanno sconfitto in finale  Magnus Larsson /  Fredrik Loven 7–5, 7–6(6)